# خداحافظ جاده خشتی زرد
خداحافظ جادهٔ خشتیِ زرد (به انگلیسی: Goodbye Yellow Brick Road) نام هفتمین آلبوم التون جان است که در سال ۱۹۷۳ عرضه شد. آهنگ‌های این آلبوم بیشتر در سبک راک و راک اند رول‌اند. این آلبوم در مجلهٔ رولینگ استون به عنوان نود و یکمین آلبوم برتر موسیقی شناخته می‌شود. از این آلبوم، شش ترک آن در لیست پانصد آهنگ برتر تمام دوران‌ها قرار دارد.

## لیست آهنگ‌ها
| شماره ترک | نام فارسی                                             | نام انگلیسی                                        |
| --------- | ----------------------------------------------------- | -------------------------------------------------- |
| ۰۱        | خاکسپاری برای یک دوست                                 | [�]                                                |
| ۰۲        | شمعی در باد                                           | [�]                                                |
| ۰۳        | بنی و فواره‌ها                                         | [�]                                                |
| ۰۴        | خداحافظ جاده خشتی زرد                                 | [�]                                                |
| ۰۵        | این آهنگ اسمی ندارد                                   | This Song Has No Title                             |
| ۰۶        | درپوش خاکستری                                         | Grey Seal                                          |
| ۰۷        | حرکت تند جامایکا                                      | Jamaica Jerk-Off                                   |
| ۰۸        | من هم آن فیلم را دیده‌ام                               | I've Seen That Movie Too                           |
| ۰۹        | زن زیبای نقاشی شده                                    | Sweet Painted Lady                                 |
| ۱۰        | افسانه دنی بالی (۱۹۰۹–۳۴)                             | The Ballad of Danny Bailey (۱۹۰۹–۳۴)               |
| ۱۱        | دختر کوچولو ی کثیف                                    | Dirty Little Girl                                  |
| ۱۲        | همه ی دخترها آلیس را دوست دارند                       | خداحافظ جاده خشتی زرد                              |
| ۱۳        | خواهرت نمی‌تواند بچرخد (اما می‌تواند راک اند رول برقصد) | Your Sister Can't Twist (But She Can Rock 'n Roll) |
| ۱۴        | شنبه‌ها برای دعوا خوب است                              | [�]                                                |
| ۱۵        | روی راجرز                                             | Roy Rogers                                         |
| ۱۶        | بیماری اجتماعی                                        | Social Disease                                     |
| ۱۷        | توازن                                                 | Harmony                                            |